# Konary (Busko)
Pour les articles homonymes, voir Konary.
Konary est une localité polonaise de la gmina de Stopnica, située dans le powiat de Busko en voïvodie de Sainte-Croix.